# Гетеборзький ботанічний сад

Карта Гетеборзького ботанічного саду.
1. Вхід, 2. Магазин, 3. Квітники, 4. Оранжереі, 5. Цибулинні рослини, 6. Город, 7. Сад лікарських рослин, 8. Зарості бамбука, 9. Багаторічні рослини, 10. Ресторан і кафе, 11. Дендрарій, 12. Рододендрони, 13. Гірський сад, 14. Японська поляна.

Гетеборзький ботанічний сад (швед. Göteborgs botaniska trädgård) — ботанічний сад у Гетеборзі, Швеція.
Ботанічний сад є членом Міжнародної ради ботанічних садів з охорони рослин (BGCI) і має міжнародний ідентифікаційний код GB. 

## Історія
Гетеборзький ботанічний сад розташований на місці колишньої сільської садиби Stora Änggården. Сад спочатку фінансувався Фондом Ліндберґа, який був створений шведським бізнесменом і меценатом Чарльзом Феліксом Ліндберґом.
Гетеборзький міська рада взяла на себе планування майбутнього ботанічного саду 1912 року і відповідне рішення було прийнято 1915 року, безпосередні роботи в саду почалися 1916 року.
Гетеборзький ботанічний сад був відкритий 1923 року, коли Гетеборг святкував своє 300-ліття.
Одним з видних ботаніків, які створили сад, був Карл Скоттсберг, який побував у кількох дослідницьких поїздках по всьому світу, щоб зібрати рідкісні рослини для саду. Він був призначений першим директором ботанічного саду і пропрацював на цій посаді з 1919 по 1948 рік.
Пожертви зіграли найважливішу роль у фінансуванні ботанічного саду, включаючи фінансування будівництва офісної будівлі. Офісна будівля була спроєктована шведським архітектором Арвідом Б'єрке і завершена 1926 року. 1936 року до будівлі було додано крило для розміщення гербарію.
Дендропарк і зовнішня зона саду знаходяться під захистом з 1975 року. 1998 року муніципалітет Гетеборга передав ботанічний сад під управління адміністрації лена Вестра-Йоталанд.

## Опис
Ботанічний сад має площу 175 га, де росте понад 16 000 видів рослин, з яких 4000 ростуть в оранжереях саду, у тому числі тут знаходиться найбільша у Швеції колекція орхідей (1500 видів) та рідкісна рослина з острова Пасхи Sophora toromiro, яка вимерла в природі, але була збережена в культурі, у тому числі і завдяки ботанічному саду в Гетеборзі. Фактична площа ботанічного саду складає 40 гектарів, решту території займає дендропарк.
Сад створений у горбистій місцевості й дуже різноманітний за рельєфом. Холм Йостербергет у східній частині парку є найвищою точкою ботанічного саду (91 метр над рівнем моря), другим за висотою є пагорб Гобергет у західній частині парку (80 метрів  над рівнем моря). Вхід розташований на висоті 17 метрів і є найнижчою точкою ботанічного саду.
Альпінарій ботанічного саду, у якому росте більш ніж 5000 видів рослин, був відзначений Гідом Мішлен. Крім альпінарію можна відзначити японську долину, яка була створена 1950 року зусиллями куратора Тора Ніцеліуса і де представлені дикорослі рослини зі Східної Азії, а також долину рододендронів, де росте майже 500 видів і сортів рододендронів, сад лікарських рослин і сад багаторічних трав.

## Галерея

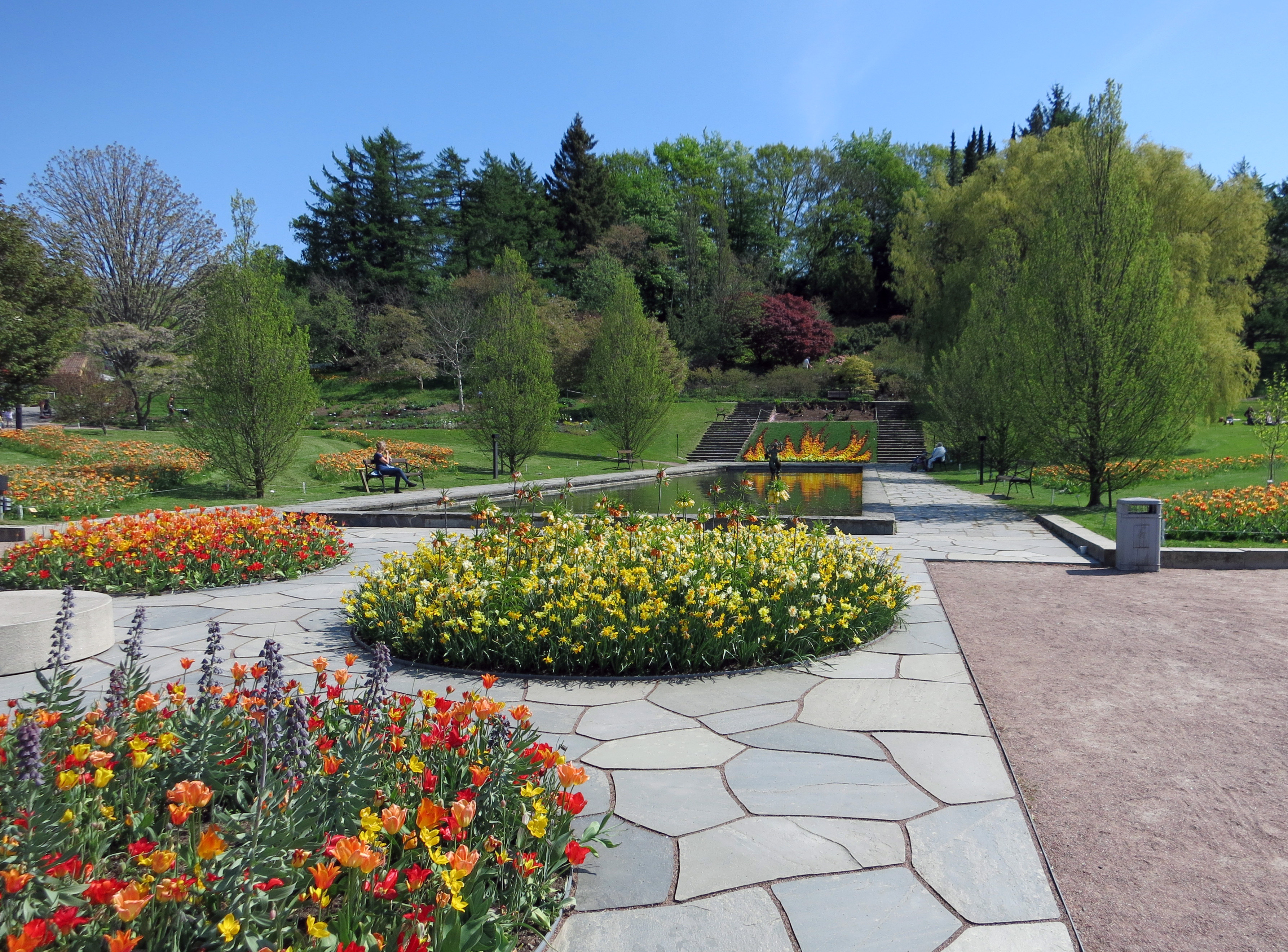
Клумби біля входу
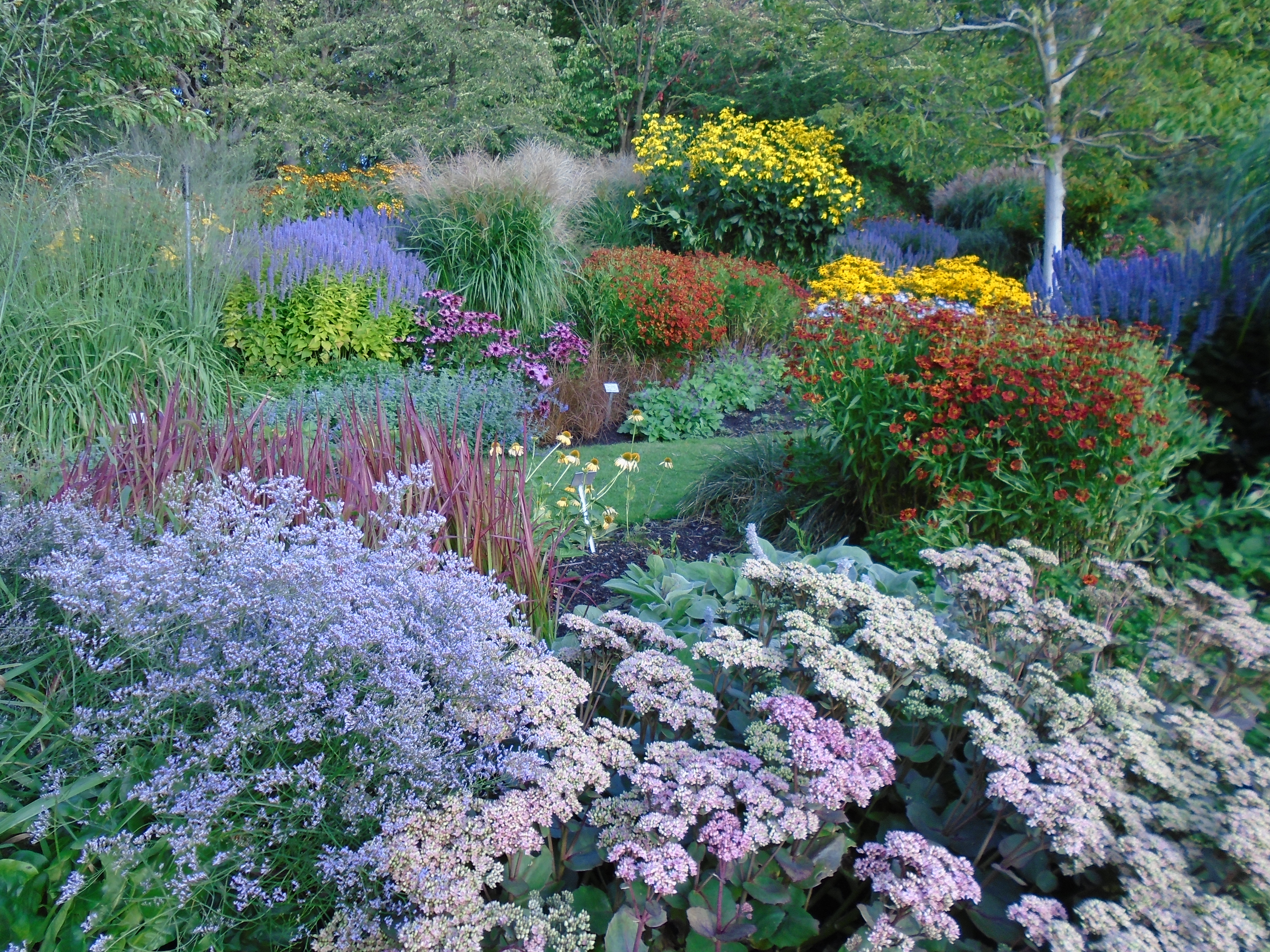
Барви серпня
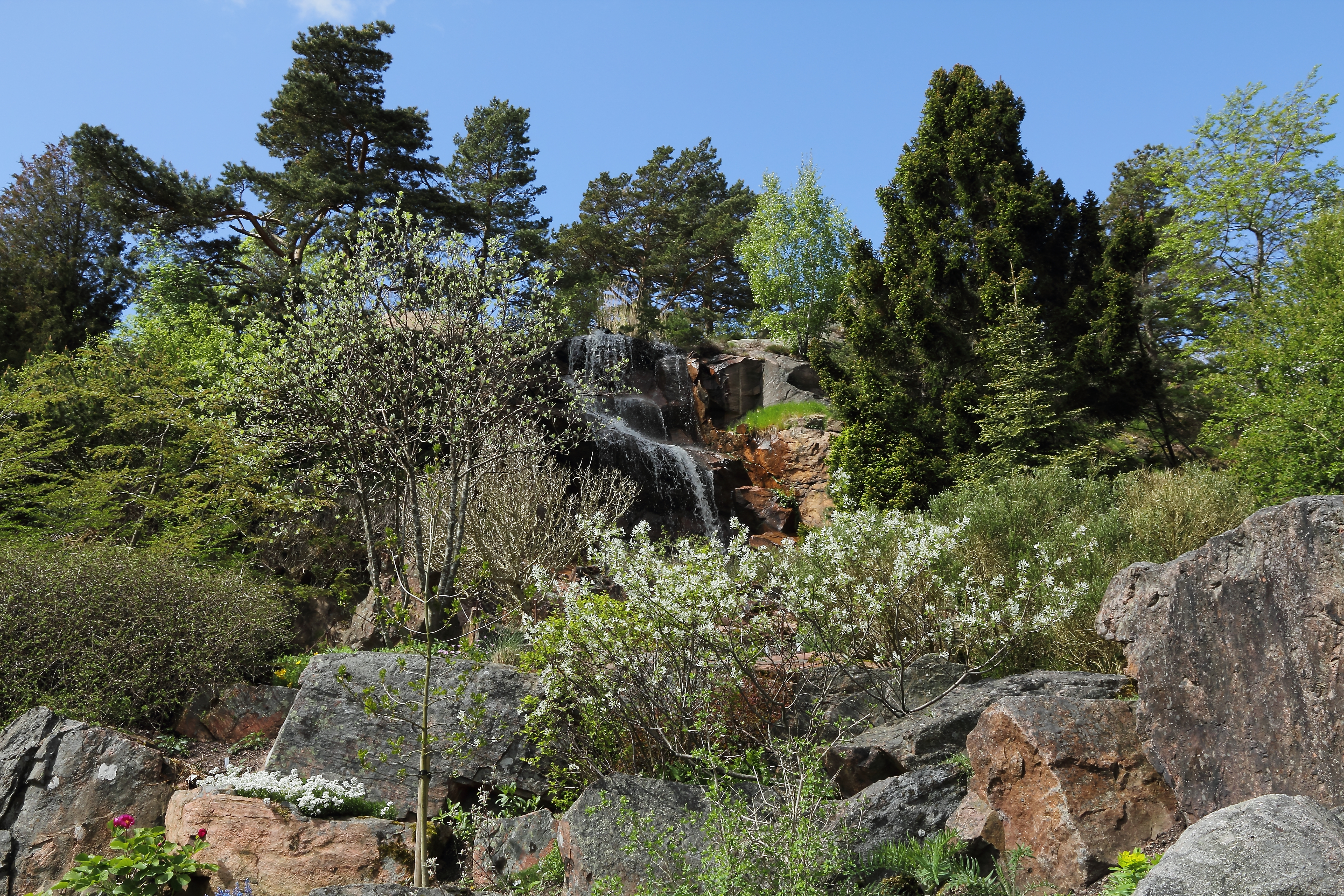
Альпійська гірка
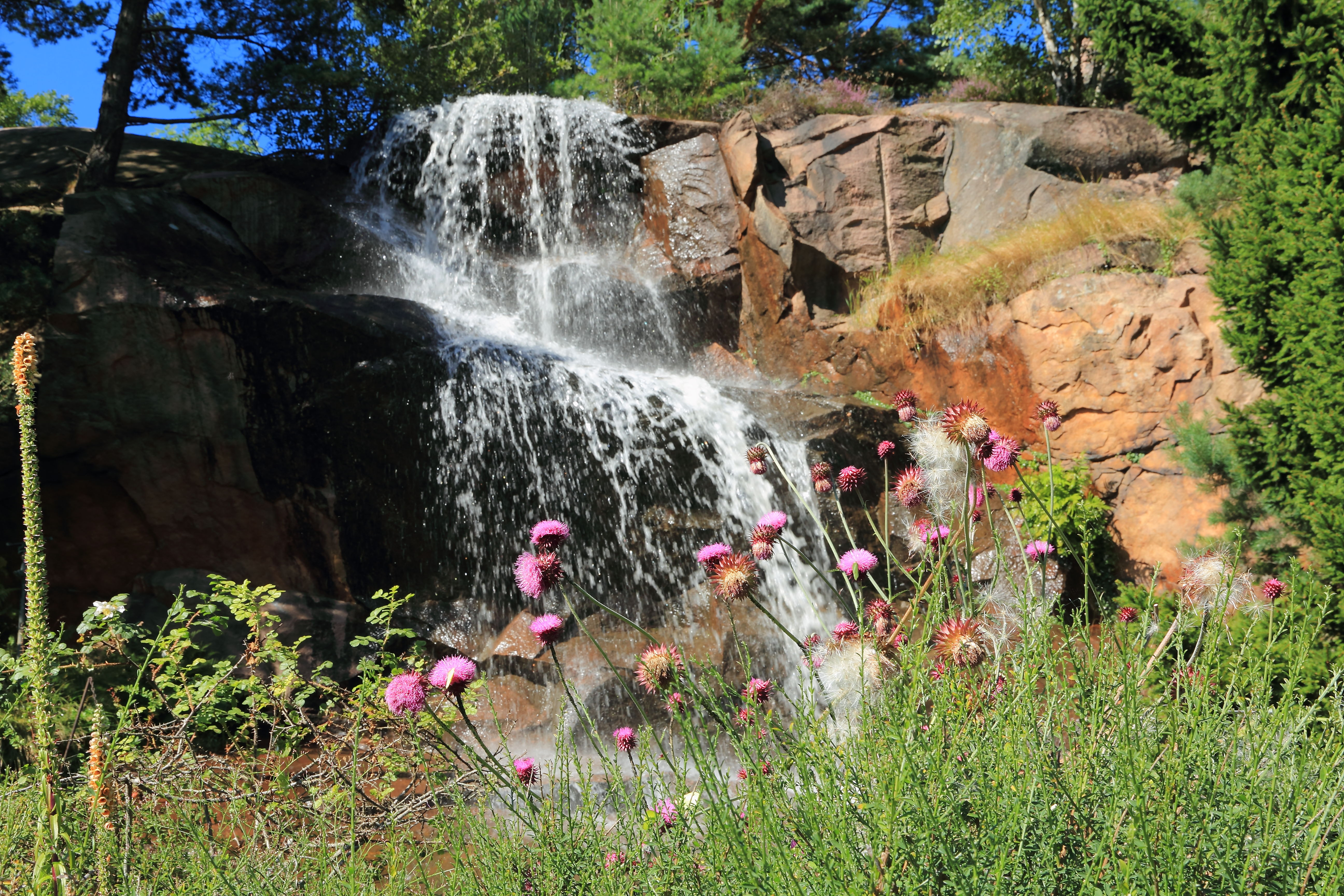
Водоспад
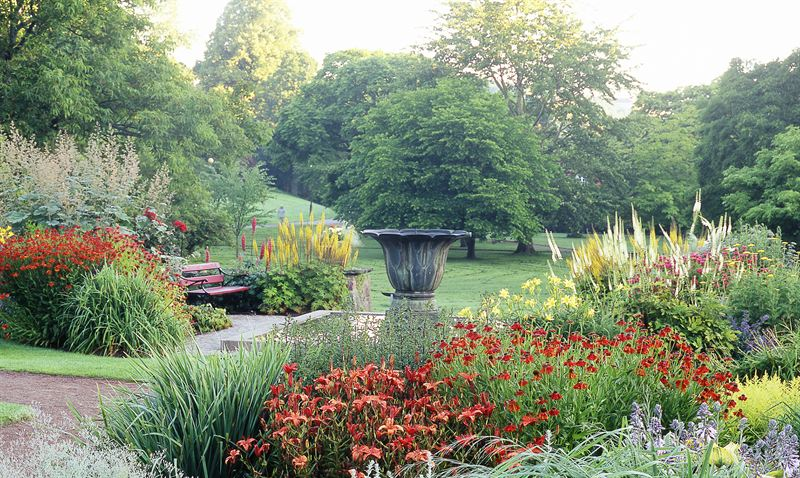
Сад багаторічних трав з античним бронзовим фонтаном
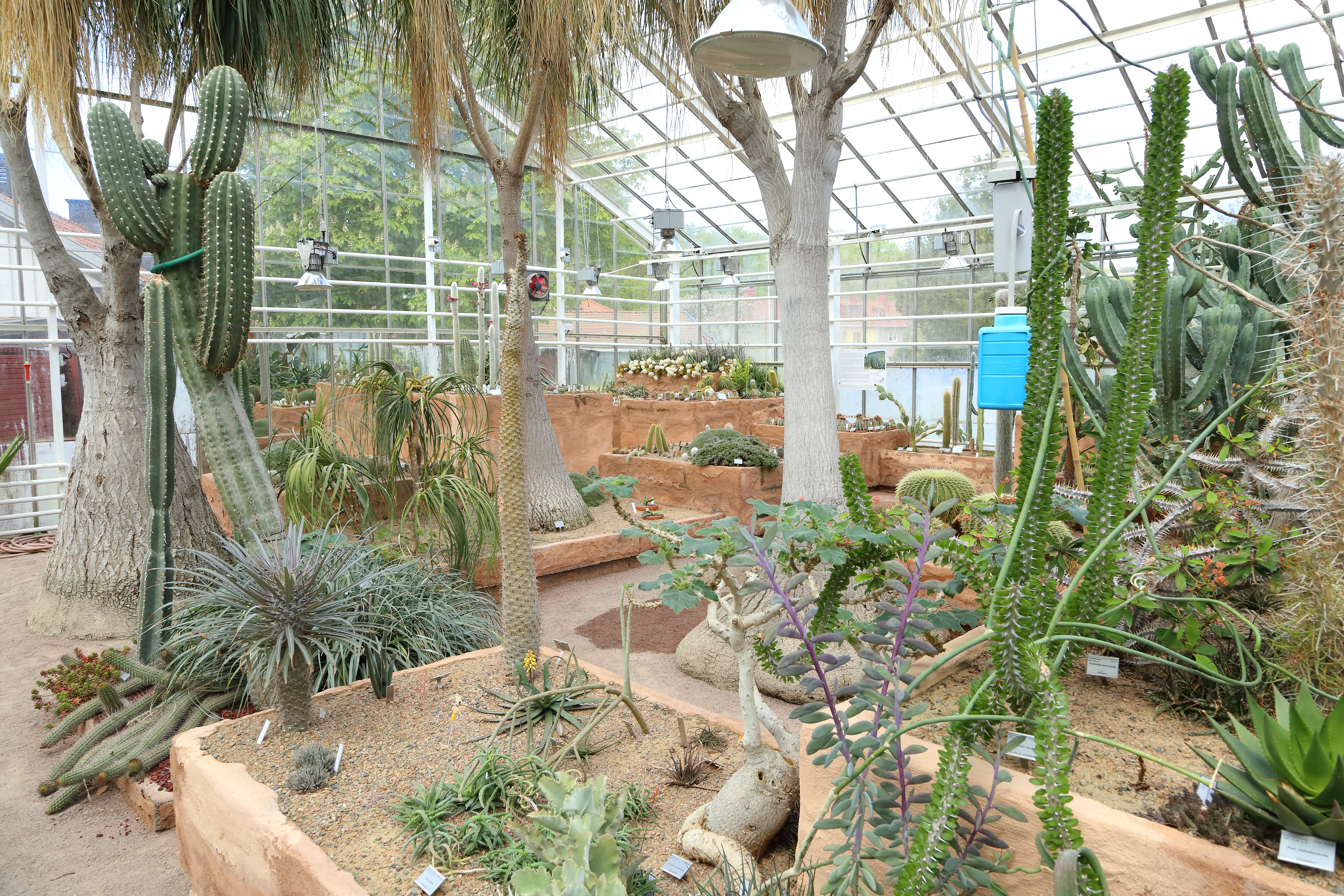
Оранжерея сукулентів
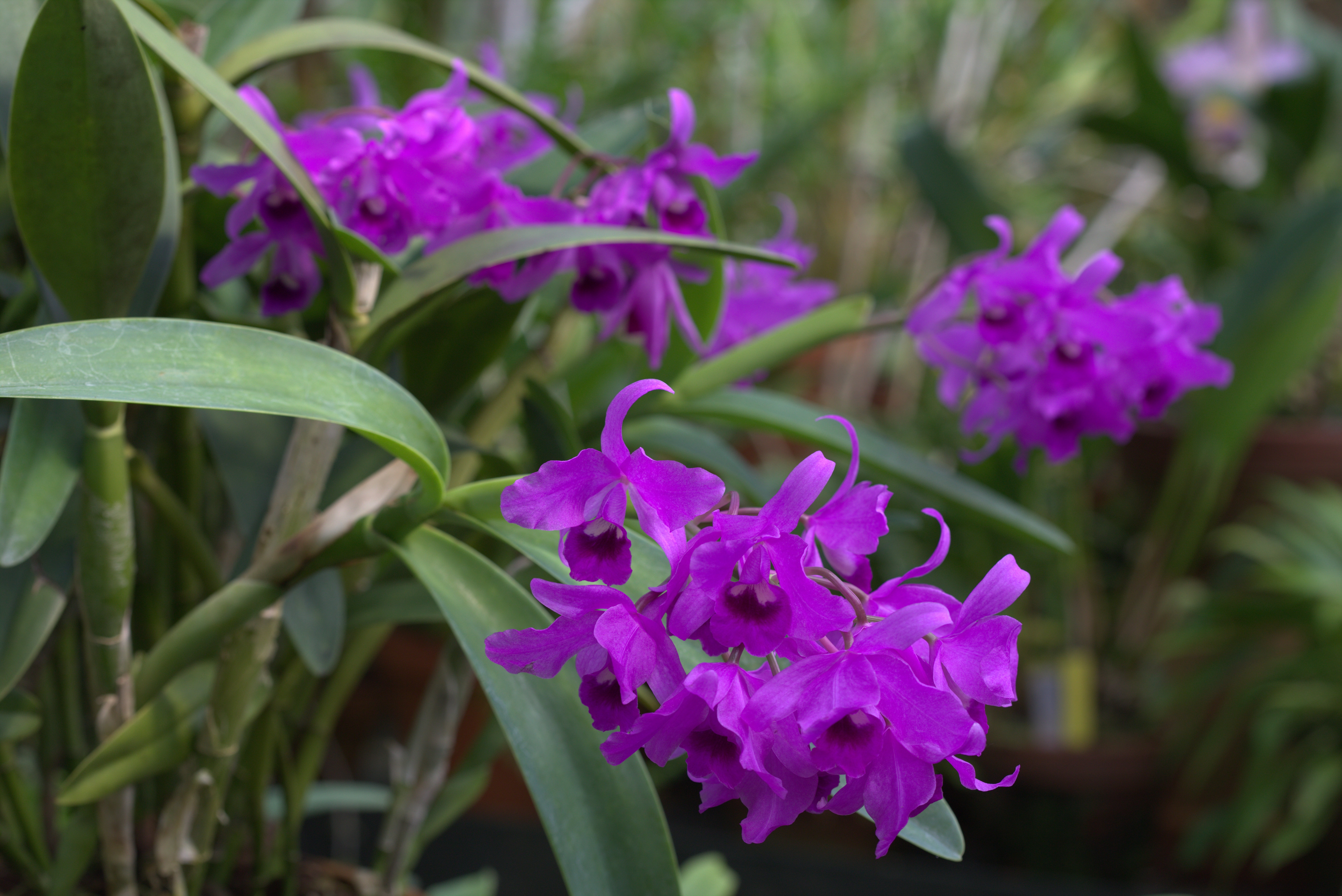
Cattleya bowringiana в оранжереї орхідей
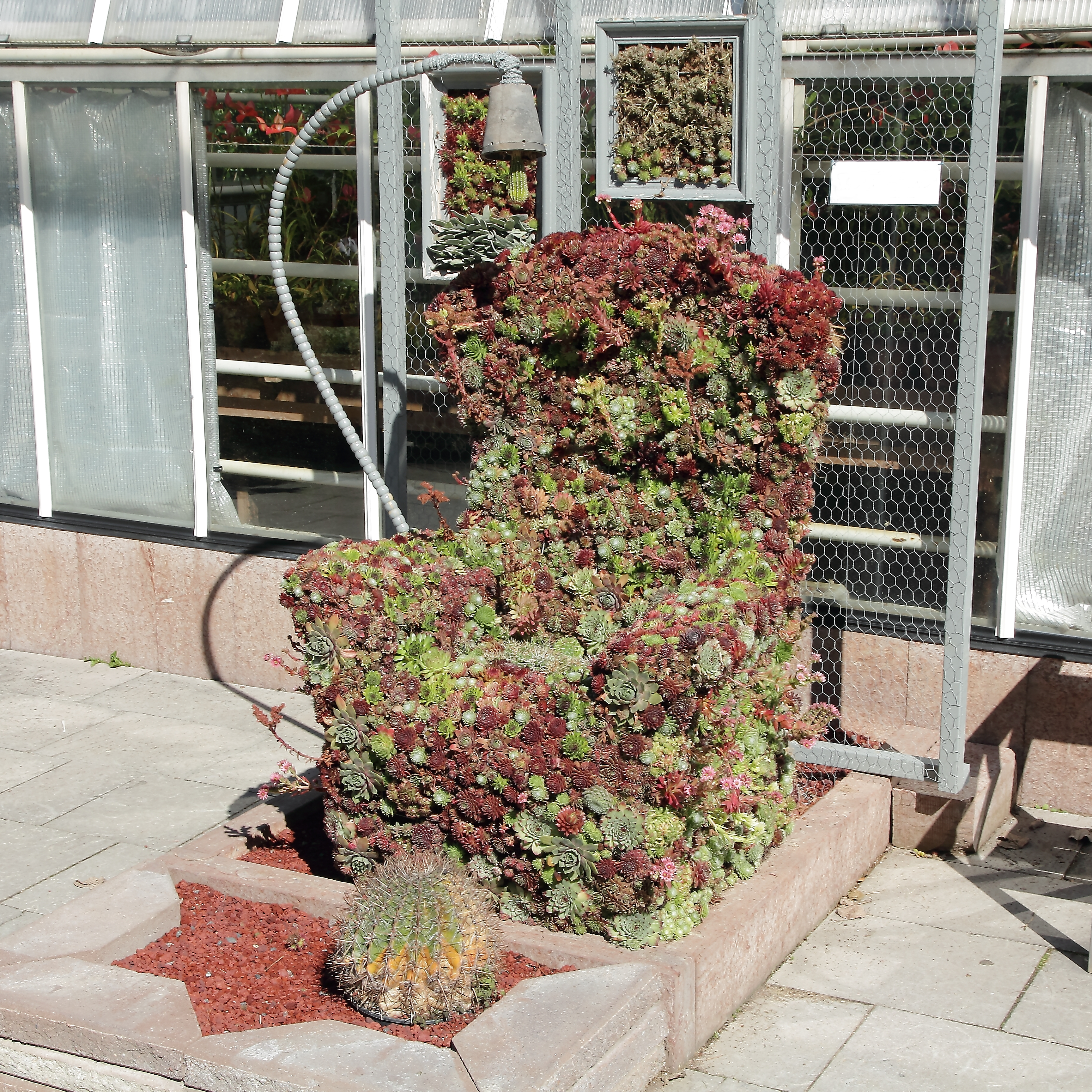
Композиція з молодил

## Дивись також
Гетеборзький симфонічний оркестр